# Живорад Ковачевић
Живорад Ковачевић (Јагодина, 30. мај 1930 — Београд, 23. март 2011) био је југословенски дипломата и политичар. Ковачевић је био градоначелник Београда од 1974. до 1982. године.

## Биографија
Завршио је Шесту мушку гимназију у Београду, а затим и Високу новинарско-дипломатску школу 1952. године (једна од претеча Факултета политичких наука). Магистрирао је политичке науке 1961. године на Универзитету Беркли у Калифорнији и специјализовао међународне односе на Харварду 1963. године.
У периоду 1974—1982. био је градоначелник Београда (у том периоду изграђени су Сава центар и Хотел Интерконтинентал ), а потом и члан Савезног извршног већа и председник Комисије за односе са иностранством 1982—1986. Био је амбасадор СФРЈ у Вашингтону од 1987. до 1989. године, одакле је опозван због неслагања са политиком Слободана Милошевића. Пензионисан је 1991. године. Био је члан више невладиних организација, од 1994. је био у Европском покрету у Србији, а од 1999. је био председник тог покрета.
Извршио је самоубиство 23. марта 2011. у Београду.